# Песковское сельское поселение (Павловский район)
Песковское се́льское поселе́ние — муниципальное образование в Павловском районе Воронежской области Российской Федерации.
Административный центр — село Пески.

## История
Статус и границы сельского поселения установлены Законом Воронежской области от 15 октября 2004 года № 63-ОЗ «Об установлении границ, наделении соответствующим статусом, определении административных центров отдельных муниципальных образований Воронежской области».

## Население
| 2005 | 2006  | 2007  | 2008  | 2009  | 2010  | 2012  |
| ---- | ----- | ----- | ----- | ----- | ----- | ----- |
| 1126 | ↘1115 | ↗1117 | →1117 | ↘1105 | ↘1044 | ↘1007 |
| 2013 | 2014  | 2015  | 2016  | 2017  | 2018  |       |
| ↘978 | ↘922  | ↘912  | ↘878  | ↘867  | ↘855  |       |

## Состав сельского поселения
| № | Населённый пункт | Тип населённого пункта       | Население |
| - | ---------------- | ---------------------------- | --------- |
| 1 | Антиповка        | деревня                      | →14       |
| 2 | Безымянный       | хутор                        | ↘147      |
| 3 | Берёзово         | село                         | ↘300      |
| 4 | Максимово        | хутор                        | ↘17       |
| 5 | Пески            | село, административный центр | ↘490      |
| 6 | Хвощеватый       | хутор                        | ↘23       |
| 7 | Чугуновка        | хутор                        | ↗53       |